# Composer
Composer je nástroj určený pro správu knihoven a jiných zdrojů (tzv. závislostí, dependencies) v PHP. Umožňuje uživateli/programátorovi deklarovat pro každý svůj PHP projekt které závislé knihovny chce využívat a ty za něj poté jednoduchým a sjednoceným způsobem spravuje. To zahrnuje:
- stažení knihoven v případě, že neexistují
- zjišťování nových verzí knihoven a jejich případná aktualizace
- kontrola požadavků pro každou knihovnu
- řízení automatického nahrávání tříd spravovaných knihoven v PHP (class autoloading)

Composer se dá ovládat z příkazové řádky a je multiplatformní – k dispozici je pro operační systémy Windows, Linux a iOS.
Při nahrávání knihoven Composer zejména spolupracuje se servery GitHub.com a packagist.org.

## Soubory Composeru
Composer používá soubory:
composer.json
Formát JSON, obsahuje použité knihovny. Tento soubor je editován uživatelem. Krom jiného je do něj možné uložit název projektu, jeho stručný popis, licenci, seznam autorů a kontakty na ně.
composer.lock
Formát JSON, obsahuje verze použitých knihoven, které mají být pro daný projekt použity. Tento soubor je generován.
vendor/
Knihovny jsou implicitně instalovány do adresáře vendor/ v daném projektu. V něm jsou uloženy v adresáři odpovídající jménu autora nebo organizace, která knihovnu vyvíjí, v podadresáři odpovídající jménu knihovny.
vendor/composer/
V podadresáři vendor/composer/ je zčásti instalovaná, zčásti generovaná skupina PHP souborů určená pro autoloading PHP tříd.
vendor/composer/installed.json
Formát JSON, obsahuje informace o projektem používaných knihovnách a přístupu k jejich třídám pro autoloading.

## Příkazy z příkazové řádky
Nejčastější příkazy pro composer jsou:
```
composer install
```

Tento příkaz stáhne a nainstaluje požadované závislosti/balíčky/knihonvy, prošetří jejich požadavky, vygeneruje soubory pro autoloading. Jaké balíčky a v jakých verzích stahuje zjišťuje podle souboru composer.lock. Typicky se použije po aktualizaci repozitáře.po vytvoření composer.json pro první inicializaci utility. Příkaz stáhne a nainstaluje požadované knihovny.
```
composer update
```

Tento příkaz projede seznam požadovaných knihoven a u těch, u kterých není určena konstantní verze (orientuje se podle composer.json), zjišťuje, neexistuje-li verze novější – a v takovém případě se ji pokusí nainstalovat. Používá se v případě, kdy je třeba aktualizovat (v protikladu k instalovat). Je možné aktualizovat i jen jeden konkrétní balíček.
```
composer require
```

Tímto příkazem přidáte konkrétní balíček. Jedná se o alternativu ruční editace souboru composer.json.
```
composer info
```

Vypíše seznam všech nainstalovaných balíčků.
```
composer dump
```

V sekci autoload v souboru composer.json je možné určit, které soubory se mají naskenovat aby třídy v nich uvedené byli dostupné v aplikaci. V případě, kdy dojde k přidání nové třídy je třeba aktualizovat tento seznam pomocí tohoto příkazu.